# Kimo
Kimo är en ö i Finland. Den ligger i Skärgårdshavet och i kommunen Nådendal i den ekonomiska regionen  Åbo ekonomiska region i landskapet Egentliga Finland, i den sydvästra delen av landet. Ön ligger omkring 28 kilometer sydväst om Åbo och omkring 170 kilometer väster om Helsingfors.
Öns area är 13,5 hektar och dess största längd är 0,7 kilometer i öst-västlig riktning. Ön höjer sig omkring 25 meter över havsytan.